# Mannabarn
Mannabarn (englsk: Human Child; dansk: Menneskebarn) er det femte studiealbum af den færøske musiker Eivør Pálsdóttir. Albummet er udkommet på både færøsk og engelsk, som hhv. "Mannabarn" og "Human Child". Albummet udkom den 18. juli 2007. Det er produceret af den irske producer Dónal Lunny (en), der tidligere har produceret for blandt andre Elvis Costello, Paul Brady og Rod Stewart.
Det blev nomineret til "Årets danske album" ved Danish Music Awards Folk i 2008.

## Numre
1. "Mannabarn"
2. "Myrkursins náði"
3. "Grát ei"
4. "Mother Teresa"
5. "Livandi trø"
6. "Tú ert alt"
7. "Lurta"
8. "Dansins harri"
9. "Flykrur í vindi"
10. "Elisabet og Elinborg"